# 佩列金卡
49°18′22″N 26°56′54″E / 49.30611°N 26.94833°E
佩雷亨卡（烏克蘭語：Перегінка）是位於烏克蘭西部的村莊，由赫梅利尼茨基州裡赫梅利尼茨基區的羅茲索沙市鎮負責管轄。該村面積1.68平方公里，海拔高度324米，2015年人口636，人口密度每平方公里377.9人。